# Nemozythiella lonicerae
Nemozythiella lonicerae är en svampart som först beskrevs av Died., och fick sitt nu gällande namn av Franz Xaver von Höhnel 1925. Nemozythiella lonicerae ingår i släktet Nemozythiella, divisionen sporsäcksvampar och riket svampar.   Inga underarter finns listade i Catalogue of Life.